# イブン・アル＝ハティーブ
イブン・アル＝ハティーブ（アラビア語: لسان الدين بن الخطيب、Ibn al-Khatib、全名：Muhammad ibn Abd Allah ibn Said ibn Ali ibn Ahmad al-Salmani、1313年11月 - 1375年）は、イベリア半島のイスラム国家ナスル朝の政治家、歴史家、詩人。

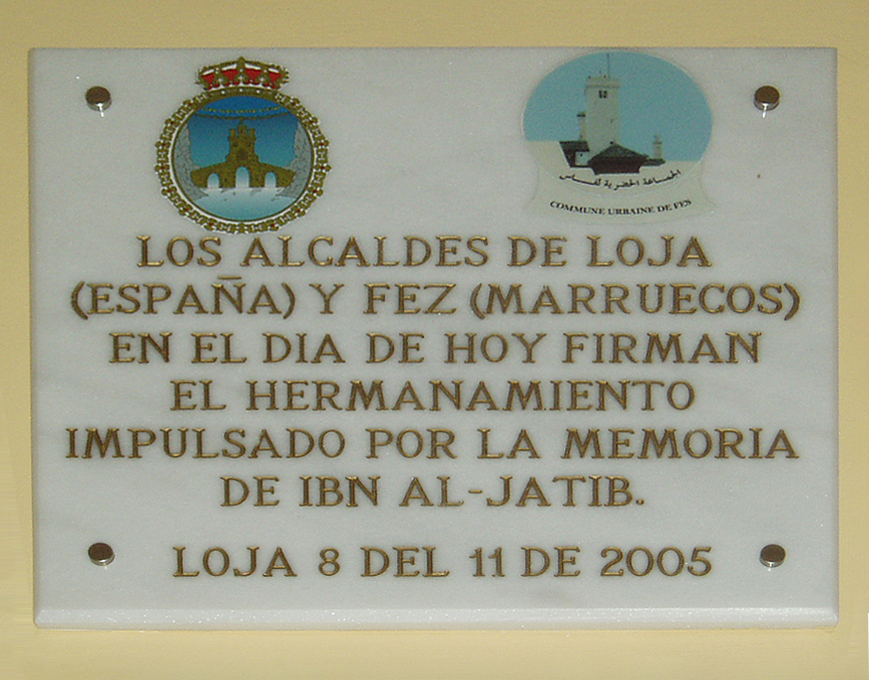
Ibn al-Khatib memorial

## 出自
南アラビアのイエメン系アラブ族を祖とし、一族の祖先は8世紀にイベリア半島に移住した。

## 生涯
グラナダ近郊の都市ロハで生まれ、グラナダで学問を修めた。
1340年に父が戦死した後ユースフ1世に書記官に任命され、1349年に宰相（ワズィール）イブン・ジャイヤーブがペストで病死すると後任の宰相に任ぜられた。ムハンマド5世の治世でも引き続き宰相職を務めるが、1359年8月に起きたクーデターによってムハンマド5世が廃位されると、国政の中心にあったアル＝ハティーブも反乱者によって投獄される。マリーン朝のスルタン・アブー・サーリムの仲介によって解放された後、ムハンマド5世と共にモロッコのフェズに亡命した。亡命中に歴史家イブン・ハルドゥーンと交流を持ち、復職後に彼のグラナダ移住を取り計らった。
ムハンマド5世が復位すると彼も復職し、フェズの宮廷で孤立したハルドゥーンがグラナダに移住した際にはムハンマド5世と共に彼を歓迎した。しかし、ハルドゥーンを快く思わない廷臣の讒言、ムハンマド5世の教育方針の不一致によってハルドゥーンとの仲は遠いものになり、彼はハルドゥーンが自発的に宮廷を離れるように仕向けた。ハルドゥーンがビジャーヤのハフス朝の王子の元に去ると、イブン・アル＝ハティーブは改めて友好関係を築こうと努めてハルドゥーンに数度手紙を送るが、両者の関係は完全に修復されなかった。
ハルドゥーンが去った後、イブン・アル＝ハティーブはムハンマド5世の信任を一身に集めるようになると、他の廷臣は彼を陥れようと陰謀を巡らせる。宮廷内の陰謀に気が付いたイブン・アル＝ハティーブはマリーン朝のスルタン・アブド・アル＝アズィーズ1世を頼って1371年から1372年の間にトレムセンに亡命するが、廷臣たちは彼を裏切り者と非難し、ムハンマド5世も彼への疑念をつのらせるようになった。マリーン朝ヘイブン・アル＝ハティーブの引き渡しを要求する使者が派遣され、アブド・アル＝アズィーズは彼の引き渡しを拒んだが、政変によってムハンマド5世と密約を交わしたアブー・アル＝アッバース・アフマドが即位すると、彼はグラナダに召喚された。グラナダで宗教裁判にかけられ、判決が出る前に獄中で斬殺された。
歴史、地理、詩、医学の分野において60余りの著作を残し、代表作に『グラナダ史』がある。また、行政の実務においても公文書の書式に改良を加える実績を挙げた。